# Kolonisatie van Zuid-Amerika
De eerste landen die kolonies stichtten in Zuid-Amerika waren Spanje en Portugal. Als gevolg van het Verdrag van Tordesillas richtte Portugal zich vooral op de kust van het huidige Brazilië en Spanje op de rest. Later gingen Nederland, Engeland en Frankrijk koloniën verwerven. Deze richtten zich vooral op de kust van Guyana's (huidige Suriname, Guyana en Frans-Guyana). De Europeanen probeerden de oorspronkelijke bevolking te bekeren tot het christendom en ze een Europese taal te leren. Wat nu nog steeds zichtbaar is, is dat alle Zuid-Amerikaanse landen een Europese taal als officiële taal hebben (Spaans, Portugees, Nederlands en Engels). De laatste Europese gebieden in Zuid-Amerika zijn Frans-Guyana en de Falklandeilanden.
Nederlandse koloniën:
- De Guyana's
  - Guyana
  - Suriname (Nederlands-Guiana)
  - Frans-Guyana (Cayenne)

- Delen van Brazilië

- Enkele gebiedjes in Chili (Zie: Nederlanders in Chili)

Engelse koloniën:
- Guyana
- Suriname
- Falklandeilanden

Franse koloniën:
- Frans-Guyana

Portugese koloniën:
- Brazilië, bijna heel

Spaanse koloniën:
- Grote delen van Uruguay, Argentinië, Chili, Bolivia, Peru, Ecuador, Colombia, Venezuela en Paraguay.